# 英联邦国殇纪念坟场管理委员会
英联邦国殇纪念坟场管理委员会（简称CWGC），又称英联邦战争公墓委员会，是一个由六个独立成员国组成的政府间组织，其主要职能是标记、记录和维护在两次世界大战中死亡的英联邦国家军事人员的坟墓和纪念场所。该委员会还负责纪念在第二次世界大战期间因敌方行动而死亡的英联邦平民。该委员会于1917年由费边·韦尔爵士通过皇家特許狀以“帝国国殇纪念坟场管理委员会”（Imperial War Graves Commission）之名成立。1960年更为现名。

## 委員會在香港
按香港法例第132章 《公眾衞生及市政條例》 第115(1A)條，委員會獲法例授權管理西灣國殤紀念墳場和赤柱國殤紀念墳場（又稱赤柱軍人墳場），並由主管當局在1977年訂立附屬法律即第132J章 《英聯邦國殤紀念墳場管理委員會墳場規則》。
除了兩個墳場外，委員會亦負責管理廓爾喀軍人墳場及香港墳場等分佈全港12個墳場的個別墳墓。

## 书目
- Gibson, T. A. Edwin; Ward, G. Kingsley. . London: Stationery Office Books. 1989. ISBN 0-11-772608-7. OCLC 476384770.
- Peaslee, Amos Jenkins.  2 3rd. London: Martinus Nijhoff. 1974. ISBN 90-247-1601-2.